# Троицкий мост (Псков)

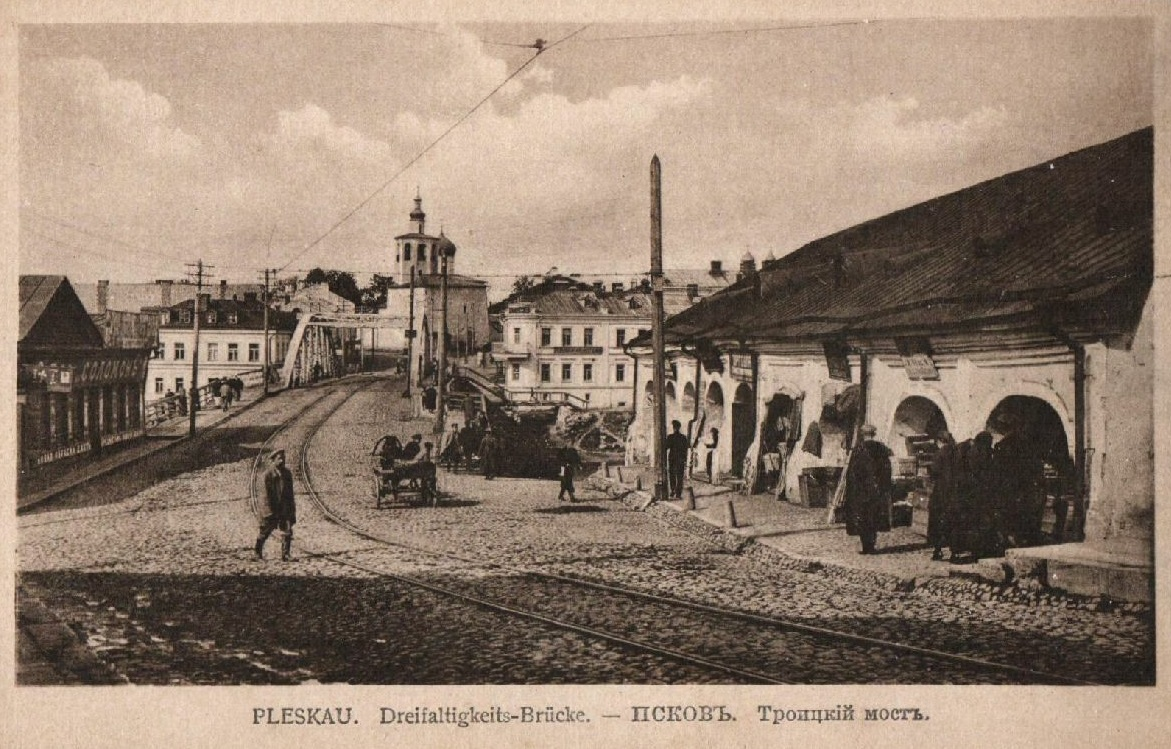
Троицкий мост на старой открытке 1918г.

Тро́ицкий мост или Сове́тский мост — мост через реку Пскова в Пскове. Соединяет центральную часть города (Псковский Кремль) с городским районом Запсковье.

## Расположение
Расположен в створе улицы Леона Поземского.
Выше по течению находится пешеходный мост в Бродах у церкви Богоявления с Запсковья.

## Название
Мост, существовавший на этом месте с XIV века, назывался Запсковским, Великим или Высоким. Построенный в 1849 г. деревянный мост получил неофициальное название Американского, так как имел конструкцию решетчатой системы американского инженера Тауна. 20 марта 1902 года мост получил официальное название Троицкий. 12 октября 1925 года решением Псковского губисполкома он был переименован в Советский мост. В 1990-е годы в обиходе ему было возвращено прежнее название Троицкий мост, тогда как официальное название остаётся прежним.
Председатель Псковского реготделения Всероссийского общества охраны памятников истории и культуры (ВООПИиК) Ирина Голубева напоминает, что официальное название подлежащего реконструкции моста через Пскову не Троицкий, а Советский: «Этот мост называется Советским с момента его строительства. На этом месте было несколько мостов: и Высокий, и Американский, и Троицкий, в 1919 году переименованный в Советский. Новый послевоенный мост, построенный в 1953 году — Советский, его не переименовывали официально. Восстанавливать и ремонтировать его будут также в формах Советского моста. Троицкий мост вообще другой формы был».

## История
У Крома через Пскову стоял Запсковский мост, первое упоминание о котором встречается под 1388 годом. Затем он часто ремонтировался и воссоздавался: в 1412 году, затем в 1435 году. В 1456 году был построен взамен старого Великий или Запсковский мост. По мнению Лабутиной И. К., данный мост в те времена регулярно возобновлялся каждые 20 лет. В XVIII веке через Пскову был построен Высокий мост, разобранный в 1841 году. В 1847—1849 гг. по проекту инженера М. Я. Краснопольского был построен однопролётный мост с деревянными фермами системы Тауна пролётом 53 м. Для движения мост был открыт 30 октября 1849 года. В 1899 году был построен новый металлический арочный мост по проекту инженера М. Б. Богуславского. Разрушен в годы Великой Отечественной войны и затем восстановлен. Заменён на новый железобетонный мост 28 декабря 1950 года.
В 2018 году мост признан нуждающимся в капитальном ремонте или реконструкции.

## Реконструкция
Реконструкция моста велась в 2022—2023 годах. Проектировщики не стали придумывать модернистский вариант, а повторили внешние формы этого моста, но использовали новые, более прочные и современные конструкции. Изменится конструктивная часть моста. Сейчас он балочно-консольный. Но такая конструкция уже не позволяет выдерживать современный объём трафика. Новый мост будет фактически трехпролетным. Основной пролёт, центральный, будет выглядеть также, как сейчас. В рамках реконструкции будет разобрана верхняя часть моста и путем инъектирования усилены промежуточные опоры. Затем строители положат новое пролетное строение и накроют его мостовым полотном.
В результате мост станет шире на два метра. Если сейчас на проезжей части три полосы, то после реконструкции там, как и на улице Леона Поземского, будет четыре полосы, а также разделительная полоса и укрепительные полосы, которых сейчас нет. Тротуары сохраняются двусторонние.
Чугунное ограждение на мосту останется прежним. На время ремонта его снимут с моста, а потом возвратят обратно.
Лестницы на мост заменят на новые, но они будут точно повторять существующие сейчас — визуально ничего не изменится. Что касается материалов, то лестницы и опоры будут изготовлены из бетона и облицованы красным гранитом, а пролёты моста будут выполнены из металла. Одним из существенных отличий нового моста станет наличие лифта для людей с ограниченными возможностями.
Работы начались 1 марта 2022 года, и согласно контракту продлятся 17 месяцев, до 31 июля 2023 года.
Мост был открыт для движения (техническое открытие) досрочно, 28 декабря 2022 года. Полностью реконструкция была завершена к 3 июля 2023 года (также досрочно).

## Галерея
Фотографии до реконструкции прилегающей территории (набережной реки Псковы)

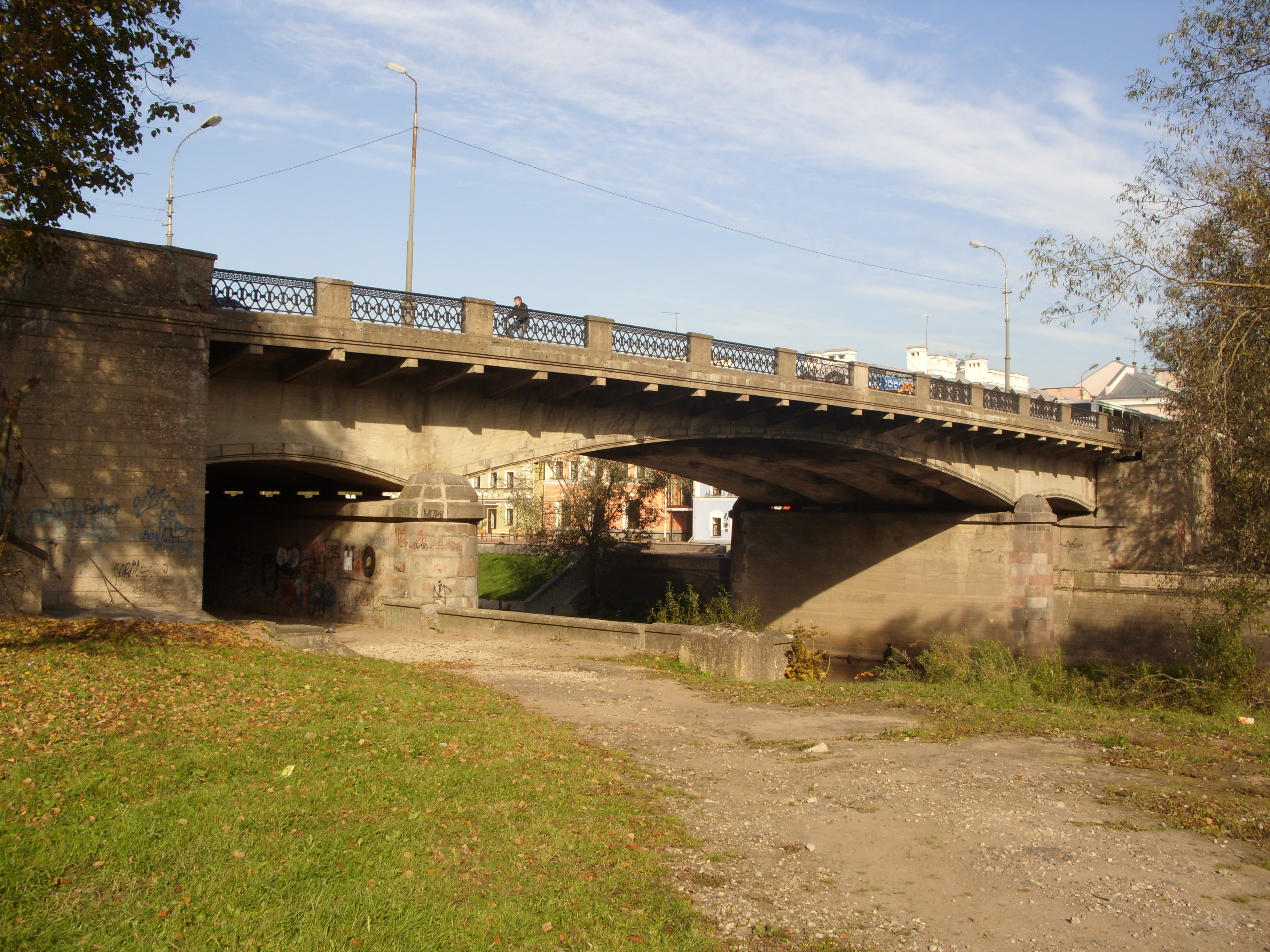
Троицкий (Советский) мост
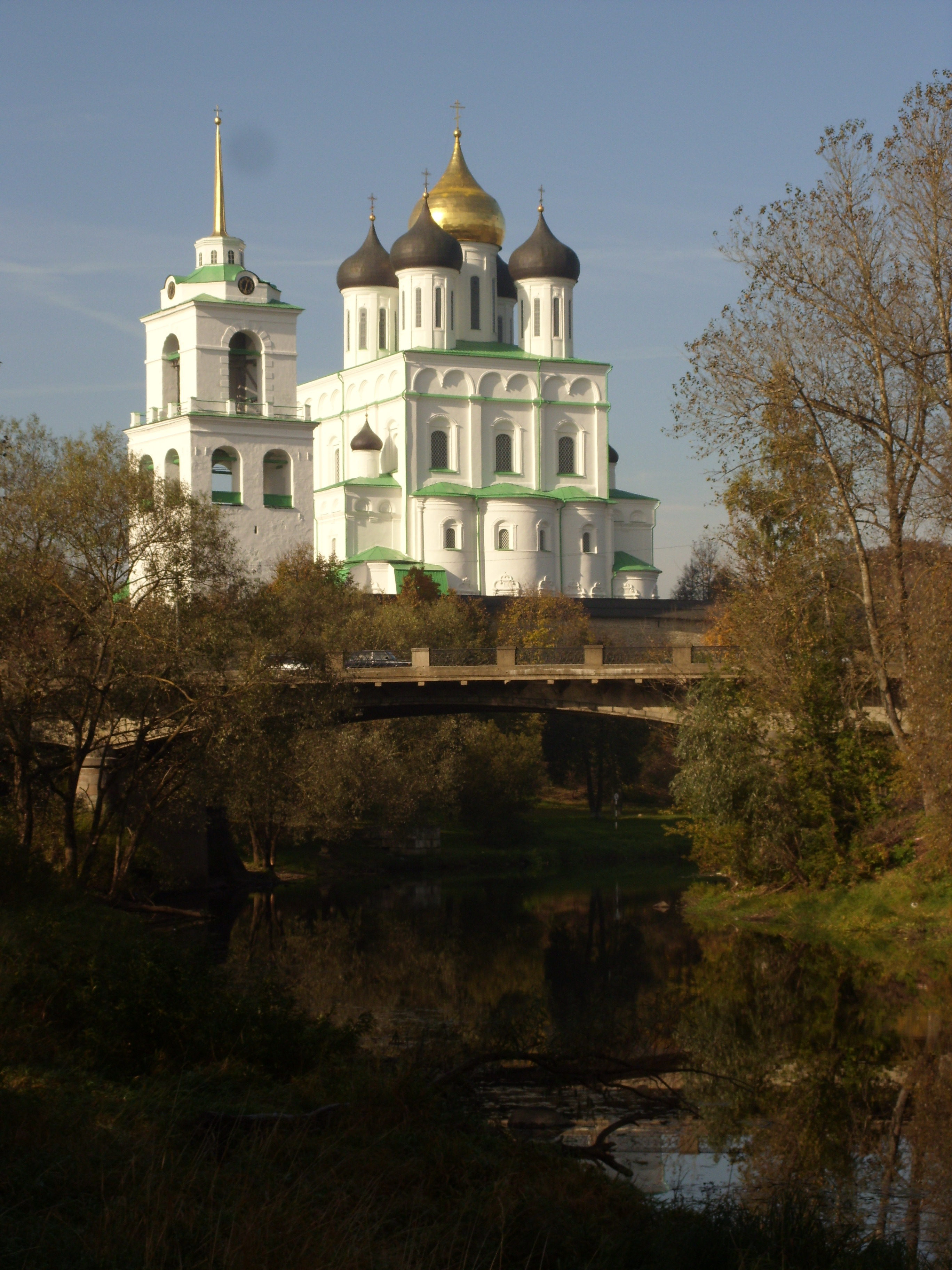
Троицкий собор и Советский (Троицкий) мост
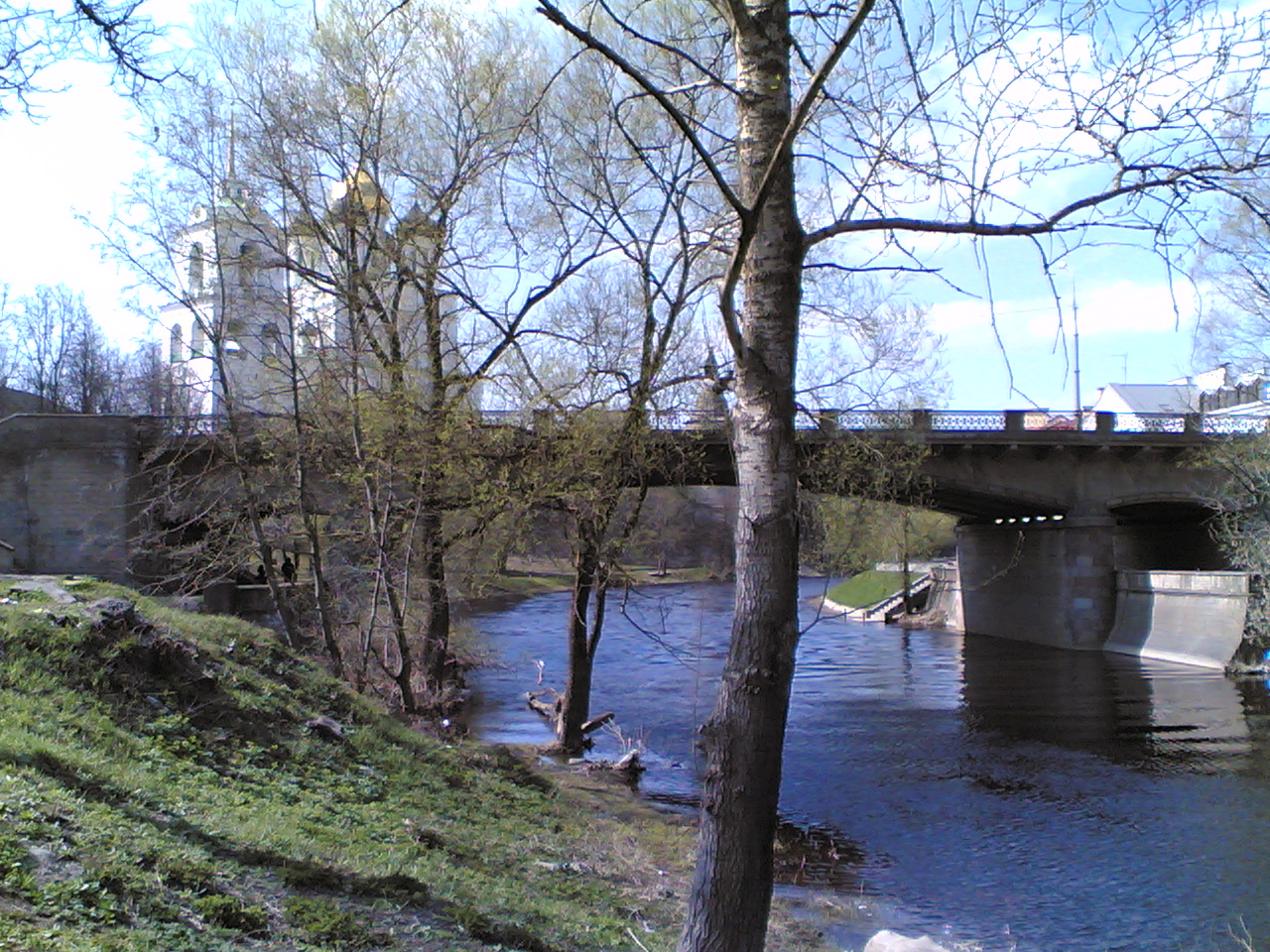
Троицкий (Советский) мост
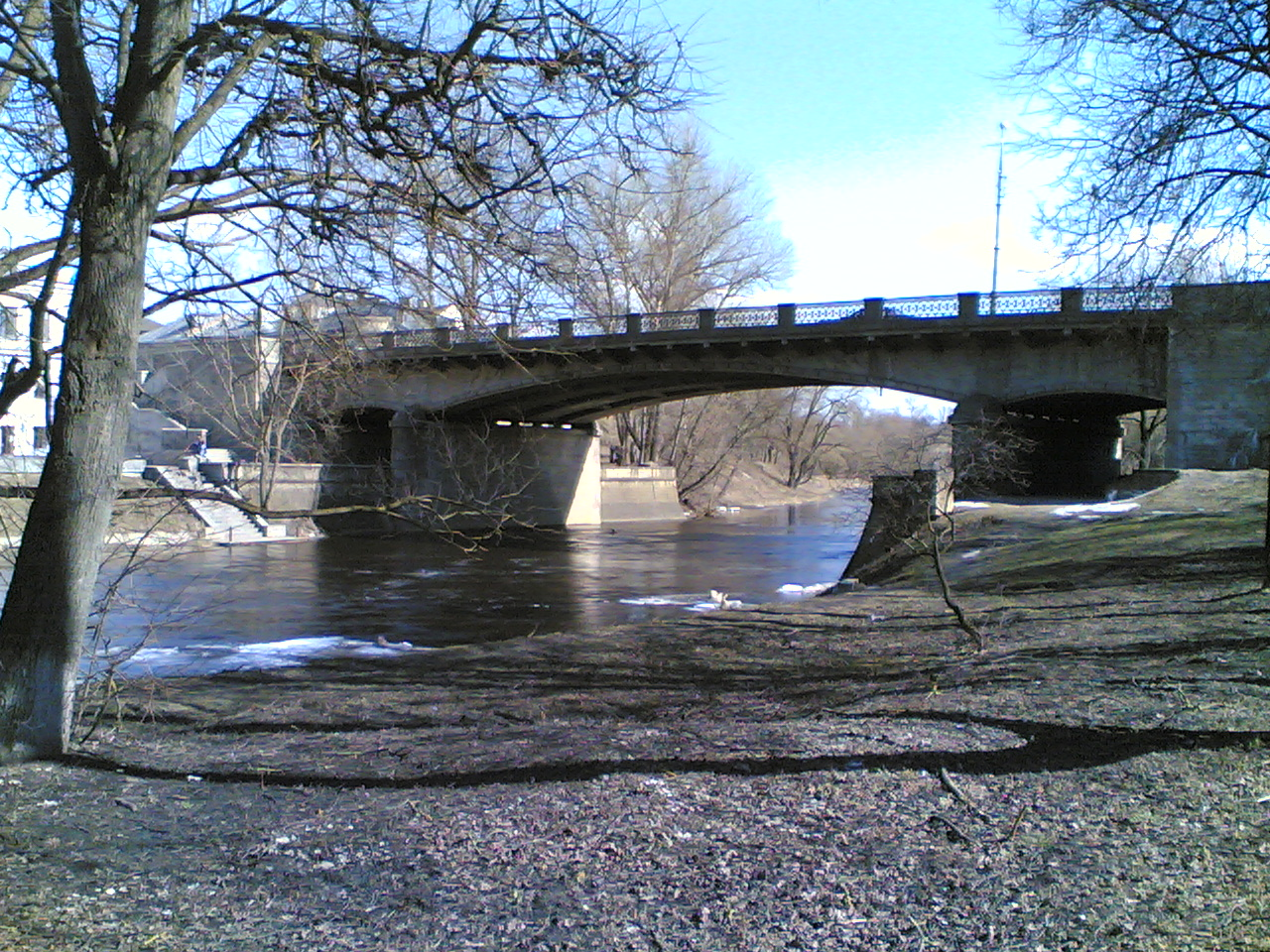
Троицкий (Советский) мост со стороны Кремля